# Нгозі (провінція)
Нгозі — одна з 17 провінцій Бурунді.

## Комуни
Провінція поділяється на такі комуни:
- Бусіга
- Гашиканва
- Кіремба
- Марангара
- Мвумба
- Нгозі
- Ньямуренза
- Ругороро
- Тангара

| Бурунді | Це незавершена стаття з географії Бурунді. Ви можете допомогти проєкту, виправивши або дописавши її. |

02°54′30″ пд. ш. 29°49′35.50″ сх. д. / 2.90833° пд. ш. 29.8265278° сх. д.